# Saison 1931-1932 des Canadiens de Montréal
Autres saisons
Saison précédente Saison suivante
La saison 1931-1932 de hockey sur glace est la 23e saison que jouent les Canadiens de Montréal. Ils évoluent alors dans la Ligue nationale de hockey et finissent à la 1re place au classement de la Division Canadienne.

## Saison régulière

### Classement

#### Division Canadienne
|                        | PJ | V  | D  | N | BP  | BC  | Pts |
| ---------------------- | -- | -- | -- | - | --- | --- | --- |
| Canadiens de Montréal  | 48 | 25 | 16 | 7 | 128 | 111 | 57  |
| Maple Leafs de Toronto | 48 | 23 | 18 | 7 | 155 | 127 | 53  |
| Maroons de Montréal    | 48 | 19 | 22 | 7 | 142 | 139 | 45  |
| Americans de New York  | 48 | 16 | 24 | 8 | 95  | 142 | 40  |

#### Division Américaine
|                       | PJ | V  | D  | N  | BP  | BC  | Pts |
| --------------------- | -- | -- | -- | -- | --- | --- | --- |
| Rangers de New York   | 48 | 23 | 17 | 8  | 134 | 112 | 54  |
| Blackhawks de Chicago | 48 | 18 | 19 | 11 | 86  | 101 | 47  |
| Falcons de Détroit    | 48 | 18 | 20 | 10 | 95  | 108 | 46  |
| Bruins de Boston      | 48 | 15 | 21 | 12 | 122 | 117 | 42  |

## Match après match

### Novembre
| No | Date        | Visiteur               | Score | Domicile               | Fiche |
| -- | ----------- | ---------------------- | ----- | ---------------------- | ----- |
| 1  | 12 novembre | Rangers de New York    | 4-1   | Les Canadiens          | 0-1-0 |
| 2  | 14 novembre | Les Canadiens          | 1-1   | Maple Leafs de Toronto | 0-1-1 |
| 3  | 17 novembre | Maroons de Montréal    | 2-5   | Les Canadiens          | 1-1-1 |
| 4  | 21 novembre | Bruins de Boston       | 0-3   | Les Canadiens          | 2-1-1 |
| 5  | 24 novembre | Les Canadiens          | 1-7   | Bruins de Boston       | 2-2-1 |
| 6  | 26 novembre | Maple Leafs de Toronto | 2-3   | Les Canadiens          | 3-2-1 |
| 7  | 29 novembre | Les Canadiens          | 2-3   | Cougars de Détroit     | 3-3-1 |

### Décembre
| No | Date        | Visiteur               | Score | Domicile               | Fiche |
| -- | ----------- | ---------------------- | ----- | ---------------------- | ----- |
| 7  | 2 décembre  | Les Canadiens          | 1-2   | Blackhawks de Chicago  | 3-4-1 |
| 9  | 5 décembre  | Falcons de Détroit     | 0-4   | Les Canadiens          | 4-4-1 |
| 10 | 8 décembre  | Blackhawks de Chicago  | 1-1   | Les Canadiens          | 4-4-2 |
| 11 | 10 décembre | Les Canadiens          | 3-0   | Americans de New York  | 5-4-2 |
| 12 | 12 décembre | Les Canadiens          | 1-7   | Maroons de Montréal    | 5-5-2 |
| 13 | 17 décembre | Americans de New York  | 0-1   | Les Canadiens          | 6-5-2 |
| 14 | 19 décembre | Rangers de New York    | 2-2   | Les Canadiens          | 6-5-3 |
| 15 | 22 décembre | Les Canadiens          | 2-6   | Rangers de New York    | 6-6-3 |
| 16 | 24 décembre | Maple Leafs de Toronto | 2-1   | Les Canadiens          | 6-7-3 |
| 17 | 26 décembre | Les Canadiens          | 2-0   | Maple Leafs de Toronto | 7-7-3 |
| 18 | 31 décembre | Les Canadiens          | 0-5   | Bruins de Boston       | 7-8-3 |

### Janvier
| No | Date       | Visiteur                | Score | Domicile               | Fiche   |
| -- | ---------- | ----------------------- | ----- | ---------------------- | ------- |
| 23 | 13 janvier | Les Canadiens           | 2-1   | Blackhawks de Chicago  | 9-11-3  |
| 24 | 16 janvier | Bruins de Boston        | 2-2   | Les Canadiens          | 9-11-4  |
| 25 | 19 janvier | Les Canadiens           | 5-3   | Rangers de New York    | 10-11-4 |
| 26 | 21 janvier | Maple Leafs de Toronto  | 1-3   | Les Canadiens          | 11-11-4 |
| 27 | 23 janvier | Les Canadiens           | 0-2   | Maple Leafs de Toronto | 11-12-4 |
| 28 | 26 janvier | Les Canadiens           | 2-3   | Americans de New York  | 11-13-4 |
| 29 | 28 janvier | Les Canadiens           | 3-3   | Maroons de Montréal    | 11-13-5 |
| 30 | 30 janvier | Quakers de Philadelphie | 3-4   | Les Canadiens          | 12-13-5 |

### Février
| No | Date       | Visiteur              | Score | Domicile              | Fiche   |
| -- | ---------- | --------------------- | ----- | --------------------- | ------- |
| 31 | 2 février  | Les Canadiens         | 4-1   | Americans de New York | 13-13-5 |
| 32 | 4 février  | Maroons de Montréal   | 5-6   | Les Canadiens         | 14-13-5 |
| 33 | 9 février  | Les Canadiens         | 1-4   | Maroons de Montréal   | 14-14-5 |
| 34 | 11 février | Blackhawks de Chicago | 1-4   | Les Canadiens         | 15-14-5 |
| 35 | 13 février | Rangers de New York   | 3-1   | Les Canadiens         | 16-14-5 |
| 36 | 19 février | Les Canadiens         | 3-1   | Blackhawks de Chicago | 17-14-5 |
| 37 | 21 février | Les Canadiens         | 1-1   | Falcons de Détroit    | 17-14-6 |
| 38 | 23 février | Falcons de Détroit    | 1-2   | Les Canadiens         | 18-14-6 |
| 39 | 27 février | Bruins de Boston      | 2-4   | Les Canadiens         | 19-14-6 |

### Mars
| No | Date     | Visiteur               | Score | Domicile               | Fiche   |
| -- | -------- | ---------------------- | ----- | ---------------------- | ------- |
| 40 | 1er mars | Les Canadiens          | 6-7   | Bruins de Boston       | 19-15-6 |
| 41 | 3 mars   | Maroons de Montréal    | 1-2   | Les Canadiens          | 20-15-6 |
| 42 | 5 mars   | Les Canadiens          | 1-1   | Maple Leafs de Toronto | 20-15-7 |
| 43 | 8 mars   | Americans de New York  | 1-6   | Les Canadiens          | 21-15-7 |
| 44 | 11 mars  | Blackhawks de Chicago  | 0-1   | Les Canadiens          | 22-15-7 |
| 45 | 15 mars  | Les Canadiens          | 2-5   | Americans de New York  | 22-16-7 |
| 46 | 17 mars  | Americans de New York  | 4-10  | Les Canadiens          | 23-16-7 |
| 47 | 19 mars  | Les Canadiens          | 6-4   | Maroons de Montréal    | 24-16-7 |
| 48 | 22 mars  | Maple Leafs de Toronto | 2-4   | Les Canadiens          | 25-16-7 |

## Effectif

### Gardien de but
- George Hainsworth

### Défenseur
- Sylvio Mantha (capitaine)
- Marty Burke
- Albert Leduc
- Dunc Munro
- Georges Mantha
- Art Lesieur

### Attaquants
- Aurèle Joliat
- Armand Mondou
- Nick Wasnie
- Howie Morenz
- Alfred Lépine
- Wildor Larochelle
- Johnny Gagnon
- Gus Rivers
- Art Alexandre

### Directeur Général
- Léo Dandurand

### Entraîneur
- Cecil Hart